# Simon Hoogewerf
Simon Hoogewerf (Canadá, 11 de mayo de 1963) es un atleta canadiense retirado especializado en la prueba de 800 m, en la que consiguió ser medallista de bronce mundial en pista cubierta en 1991.

## Carrera deportiva
En el Campeonato Mundial de Atletismo en Pista Cubierta de 1991 ganó la medalla de bronce en los 800 metros, con un tiempo de 1:47.88 segundos, tras el keniano Paul Ereng y el español Tomás de Teresa (plata).